# New Port Richey
New Port Richey é uma cidade localizada no estado americano da Flórida, no condado de Pasco. Foi incorporada em 1924.

## Geografia
De acordo com o United States Census Bureau, a cidade tem uma área de 11,9 km², onde 11,7 km² estão cobertos por terra e 0,2 km² por água.

### Localidades na vizinhança
O diagrama seguinte representa as localidades num raio de 8 km ao redor de New Port Richey.

## Demografia
Segundo o censo nacional de 2010, a sua população é de 14 911 habitantes e sua densidade populacional é de 1 270,9 hab/km², o que a torna a localidade mais populosa e a mais densamente povoada do condado de Pasco. Possui 8 693 residências, que resulta em uma densidade de 740,9 residências/km².

## Geminações
- Cavalaire-sur-Mer, Var, França [5]